# Aguas turbulentas
Aguas turbulentas (título original: Hostile Waters) es un telefilme de 1997 dirigido por David Drury y protagonizado por Rutger Hauer, Martin Sheen y Max von Sydow. Está basado en hechos reales que ocurrieron durante la presidencia de Ronald Reagan.

## Argumento
Es el año 1986. Ronald Reagan y Mijaíl Gorbachov están preparándose para encontrarse en Reikiavik. Antes de que ocurriese un submarino nuclear soviético dotado con misiles balísticos nucleares llamado K-219 y otro estadounidense llamado Aurora chocan en el océano Atlántico. A causa del choque se incendia el submarino ruso en el compartimento de los misiles. 
Su capitán Britanov hace todo lo posible para evitar una catástrofe, mientras que la Aurora está cerca observando atentamente el acontecimiento. La situación se vuelve tan grave que no solo tiene que hacer una maniobra desesperada para evitarla y así apagar el incendio, también tiene que informar a los estadounidenses de la Aurora lo que está ocurriendo, cuando el reactor deja de funcionar bien más tarde por esa maniobra para evitar malentendidos catastróficos respecto a lo que están haciendo y darles la oportunidad de prepararse respecto a la eventualidad de una catástrofe.
Para evitar que la venidera Cumbre de Reikiavik fracase, el acontecimiento es encubierto por el gobierno de los Estados Unidos, mientras que Britanov consigue evitar también que el reactor explote y cause una catástrofe nuclear al respecto que podría contaminar de forma radiactiva la costa Este de América del Norte. Al final pierde a causa del accidente 4 de sus hombres.
Una vez habiendo evitado la catástrofe Britanov y su tripulación tienen que abandonar el submarino, que hacen hundir de forma segura en el Atlántico. Para ello son evacuados y luego transportados con un barco soviético hacia la Unión Soviética. Por el mensaje hacia los norteamericanos Britanov es despedido de la Marina Soviética en contra de la voluntad de su superior, el almirante Chernavin, que sabía que tenía que actuar así. La cumbre se llevó a cabo como planeado, pero el problema con los submarinos nucleares como este perdidos en el mar continúa siendo un problema latente a causa de su contenido nuclear.

## Reparto
- Rutger Hauer - Capitán Britanov
- Martin Sheen - Capitán de la Aurora
- Max von Sydow - Almirante Chernavin
- Colm Feore - Pshenishny
- Rob Campbell - Sergei Preminin
- Harris Yulin - Almirante Quinn
- Regina Taylor - Teniente Curtis
- John Rothman - Oficial ejecutivo de la Aurora
- Michael Attwell - Kuzmenko
- Peter Guinness - Vladimirov

## Recepción
A causa de la película el capitán Britanov denunció a Warner Bros. en 2001, porque aseguraba que no dio su permiso para que su historia apareciese en la película. El tribunal falló a su favor y le dieron miles de dólares de indemnización.
En el presente la película ha sido valorada en los portales de información cinematográfica en el Internet. En IMDb, con 2.031 votos registrados, el telefilme obtiene una media ponderada de 6,3 sobre 10. En cuanto al Rotten Tomatoes, el 45% de los más de 100 valoraciones de los usuarios del agregador lo consideraron "fresco". Le dieron una valoración media total de 2,9 de 5.